# Biermanstiegel
Der Übergang vom Metnitztal zum Glödnitztal wurde im Franziszeischen Kataster als Bi(e)rmanstiegel ausgewiesen.
Die Passhöhe liegt bei 1371 m ü. A. Der Sattel ist durch die Metnitztalstraße (L62) erschlossen, die etwa 200 m weiter südwestlich in die Flatnitzer Straße (L63) mündet. Er trennt die Gemeinden Glödnitz und Metnitz und ist Schnittpunkt der Katastralgemeinden Glödnitz, Metnitz Land und Feistritz. (Süd-)östlich schließt der Mödringbergzug mit dem Reachkogel (1726 m ü. A.) an, (nord-)westlich die Metnitzer Berge mit der Unteren Wanden (1822 m ü. A.). Durch das Glödnitztal gelangt man ins mittlere Gurktal.
Nachbarpässe
Die Entfernung zur Flattnitz beträgt nur ca. 2 km. Im Metnitztal bietet der Gattringer Sattel einen weiteren Übergang Richtung Murtal, während die Prekowa einen weiteren Übergang ins mittlere Gurktal bietet. Über Hochrindl gelangt man ins obere Gurktal und durch die Enge Gurk nach Feldkirchen.